# Aulonemia parviflora
Aulonemia parviflora là một loài thực vật có hoa trong họ Hòa thảo. Loài này được (J.Presl) McClure mô tả khoa học đầu tiên năm 1973.